# Tetsuzan Nagata
Tetsuzan Nagata (永田 鉄山, Nagata Tetsuzan) (14 janvier 1884 - 12 août 1935), est un général de l'armée impériale japonaise qui fut assassiné lors de l'Incident Aizawa.

## Biographie
Nagata est né à Suwa dans la préfecture de Nagano. Il est diplômé de l'académie de l'armée impériale japonaise, sortant premier de sa promotion en octobre 1904, puis de l'école militaire impériale du Japon en novembre 1911. Il sert comme attaché militaire dans plusieurs ambassades européennes, comme au Danemark, en Suède, en Suisse, et en Allemagne avant et durant la Première Guerre mondiale.
Après son retour au Japon en février 1923, il est assigné comme administrateur dans différents départements. Promu colonel en mars 1927, il reçoit le commandement du 3e régiment d'infanterie, est promu major-général en 1932, et devient commandant de la 1re brigade d'infanterie en 1933.
Nagata est considéré comme l'un des chefs de la faction du contrôle modérée, active dans l'armée, et est également reconnu comme un expert de l'Allemagne.
Selon la déposition du général Kajitsuka Ryuji, chef du département de médecine de l'armée japonaise du Guandong, lors des procès de Khabarovsk fin 1949, Nagata est, durant les années 1930, le « partisan le plus actif » du programme d'expérimentation bactériologique et biologique mis en place par Shiro Ishii. Ryuji certifie qu'Ishii avait un buste de Nagata dans ses bureaux au siège de l'unité 731 dans le district de Pingfan en « reconnaissance » pour son soutien. Ryuji identifie Nagata comme le chef du département des Affaires militaires du ministère de la Guerre.
Nagata est responsable de la planification de la stratégie de mobilisation nationale du Japon en tant que chef de la section de mobilisation du bureau de la mobilisation économique, chargé de mettre en place la guerre totale dans l'économie militaire et civile en cas d'urgence nationale. Ses idées lui valent la violente animosité de la faction de la voie impériale radicale qui l'accuse de collusion avec les zaibatsu.
Nagata est assassiné en août 1935 par le lieutenant-colonel Saburo Aizawa avec une épée pour être supposément en train de mettre l'armée entre « les mains de la haute finance ». Nagata est promu à titre posthume lieutenant-général, et son assassin est fusillé.